# Панкратов, Николай Владимирович
Николай Владимирович Панкра́тов (23 декабря 1982, Свердловск) — российский лыжник и биатлонист, мастер спорта России международного класса. Член олимпийской сборной команды России по лыжным гонкам на Олимпиаде в Турине. После ухода капитана сборной Василия Рочева-младшего на самостоятельную подготовку товарищи по сборной избрали Николая новым капитаном команды.
6 сентября 2010 года Панкратов был остановлен на австрийско-швейцарской границе для проведения таможенного досмотра. В его багаже были обнаружены 22 ампулы препарата Актовегин и оборудование для внутривенных инъекций, что запрещено Всемирным антидопинговым кодексом.
В тот же день таможенные власти Швейцарии проинформировали об этом факте Международную федерацию лыжного спорта. 8 сентября FIS сообщил RSA о начале расследования в связи с возможным нарушением антидопинговых правил. Тогда же, на время расследования, было приостановлено участие Панкратова в каких-либо соревнованиях, проводимых под эгидой FIS, сообщает пресс-служба RSA.
Антидопинговый комитет принял следующее решение по данному вопросу: установлено, что Панкратов нарушил статью 2.6 Антидопингового кодекса («Обладание запрещенными субстанциями и запрещенными методами»). В связи с этим он дисквалифицирован сроком на два года. Срок исчисляется с 8 сентября 2010 года.
После отбытия дисквалификации Панкратов перешёл в биатлон, где выступает за сборную Ханты-Мансийска.

## Образование
Выпускник Уральского государственного технического университета — УПИ.

## Спортивные достижения

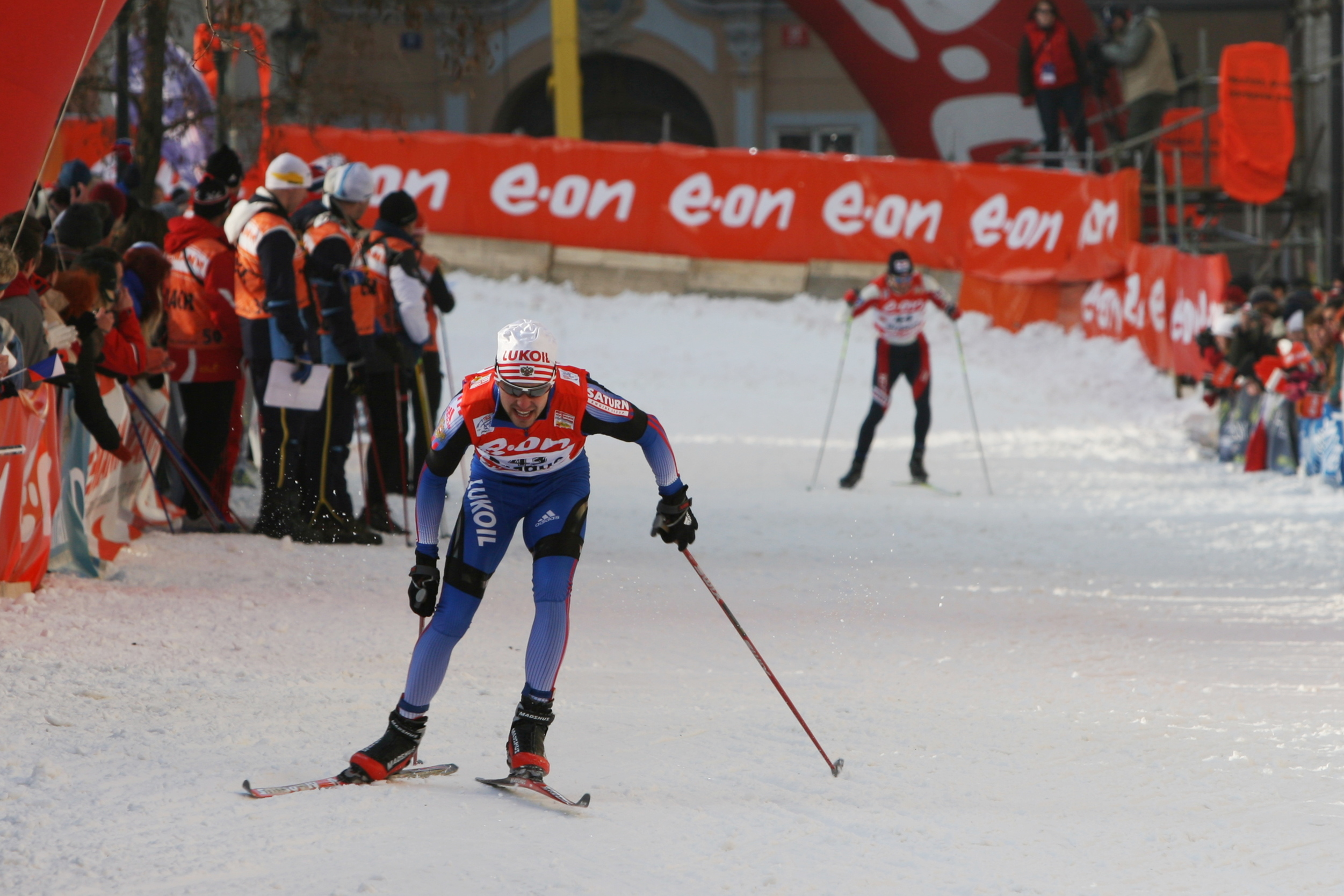
Николай Панкратов, Tour de Ski, Praha 2007

- Двукратный победитель Всемирной Универсиады (2003) на дистанции 10 км классическим стилем и в эстафете.
- Бронзовый призёр чемпионата мира в Оберстдорфе (2005) в эстафете 4х10 км.
- Серебряный призёр этапа Кубка мира в Давосе (2004—2005) на дистанции 30 км.
- Серебряный призёр чемпионата мира в Саппоро в эстафетной гонке 4х10 км.